# Rentgenová fluorescence
Rentgenová fluorescence (zkratka XRF z anglického X-ray fluorescence) je spektroskopická metoda analytické chemie patřící mezi metody elektromagnetické spektroskopie. Využívá se například ve forenzní chemii díky nedestruktivitě a podrobné analýze širokého spektra materiálu, používána díky prostupnosti rentgenového paprsku i neprůhledným materiálem, založena na stimulaci vnitřních elektronů atomu.

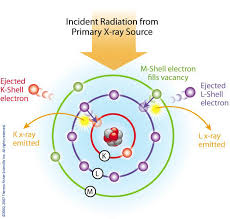
Emise fluorescenčního záření

## Princip
Předmět je ozařován paprsky X nebo gama paprsky, které excitují elektrony ve vnitřní slupce elektronového obalu atomů nacházejících se v povrchové vrstvě zkoumaného materiálu a vytvoří tzv. fotoefekt. Tedy paprsky X způsobí přesun elektronů do vnější části obalu. Ve vnitřní slupce elektronového obalu zůstává volné místo, na které může přeskočit elektron z vyšší energetické hladiny. Tento rychlý proces vyžaduje určité procento energie, které je rovno rozdílu energií mezi vnitřními elektronovými vrstvami atomu z každého prvku zkoumané části předmětu. Tato fluorescenční energie rentgenových paprsků je měřena a její hodnota je posléze porovnávána s hodnotami charakteristickými pro jednotlivé prvky, které se mohou nalézat ve vzorku. Elektrony mohou deexcitovat kaskádovitě, takže se může objevit spektrum různých fotonů (absorpční hrany) a právě toto fluorescenční spektrum se používá k identifikaci atomu.
Velikost těchto tzv. charakteristických rentgenových paprsků může být měřena dvěma způsoby závislými na vlnovém rozpětí. Jedná se o metodu disperzní vlnové délky XRF a metodu disperzní energie XRF. První, tzv. WD XRF (wavelength-dispersive), není vhodná pro užití v archeologické vědě z důvodu jejího destruktivního charakteru. V měření energie vlnové délky dochází k difrakci na krystalu známých parametrů a proto je nutná forma zkoumaného materiálu: stlačený prášek či skelný pelet. Druhá metoda je hojně využívaná archeology díky její rychlosti a nepoškozování artefaktu. Energické hodnoty paprsků jsou měřeny polovodičovým detektorem. Přístroje používané v ED XRF (energy-dispersive) metodě dokáží být tak přesné, že je možno analyzovat i velmi malou část povrchu či vnitřku materiálu kvalitativně i kvantitativně. Nedochází tedy k většímu poškození předmětu.

## Využití
Pro XRF analýzy je nutná jen velmi malá (řády milimetrů) tloušťka odebraného vzorku u „lehkých“ materiálů, jako je sklo a keramika. Naopak ale u kovů se rapidně prohlubuje. U analýzy kovů je doporučeno odstranit všechny koroze a nejlépe zkoumat neporušený, čistý vzorek získaný vrtem.
Právě rentgenová disfrakce je hlavní metodou při podrobnějším strukturovaném zkoumání pevných těles objektů, jenž se nachází například v půdě. Ale existují i další metody jako například tzv. aktivační analýza a ty, jež pracují na principu emisí charakteristického záření. Tedy aktivační analýza s nabitými částicemi, neutronová aktivační analýza a analýza emisí vyvolanými těžce nabitými částicemi a spousta dalších – všechny ale pracují na principu ionizovaného záření.
Metoda je vhodná pro identifikaci typů slitin, nejhojnějších prvků v keramice, hornin, skla, glazury a různých pigmentů, velmi rychlá a nevyžaduje žádné velké přípravy vzorku, kromě vyčištění povrchu.